# Melchor Ocampo
José Telésforo Melchor Ocampo Tapia (Pateo, Contepec, Michoacán; 4 de enero de 1814 - Tepeji del Río, Hidalgo; 3 de junio de 1861), más conocido como Melchor Ocampo, fue un abogado, científico y político liberal mexicano.

## Biografía
Fernando Iglesias Calderón fue un político liberal, de los mejores en México, familiar de la propietaria de la hacienda de Pateo, sostuvo que Ocampo no fue hijo de la familia Tapia y Balbuena, sino uno de los niños que ella recogió en su hacienda, un ahijado mulato nacido el 4 de enero de 1810. Sus padres biológicos fueron José María Morquecho, indio, y María Bernarda, mulata.
Rotundamente, le dijo a Ángel Pola: "El hecho de recoger a un huérfano era muy común en aquellos tiempos y entre las familias acomodadas".[cita requerida]
Capturado en Camargo durante la Intervención estadounidense en México, fue llevado a Morelia a trabajar en la imprenta del gobierno; lugar en donde permaneció desde diciembre de 1846 a los primeros días de mayo de 1847. Escribió en su cuaderno de aventuras:

"Durante los primeros dos meses de confinamiento, se nos ocupó en la composición de la Reimpresión de Ordenanzas de la ciudad de Valladolid [Morelia], durante el cual tuvimos la fortuna de que nos visitara el gobernador de la provincia (Melchor Ocampo), quien supervisó la publicación. Él es de los mejores hombres de México, y fue candidato a la presidencia en las últimas elecciones. Ocampo tiene alrededor de treinta y ocho años, un poco bajo de estatura,  aunque robusto. Su fina facción aceitunada pareciera más oscura de lo que en realidad es, debido a la negrura de su cabellera, de la cual caen rizos alrededor de su cara y de sus expresivos y chispeantes ojos negros.

Ocampo había atendido clases en el Seminario de Valladolid (Morelia) en 1824-1830; es decir, un adolescente de 14 años y no un niño de diez.
Nació en la hacienda de Pateo, Contepec, territorio del actual estado de Michoacán. Desde muy temprana edad tomó una postura liberal, lo que se debió en gran medida a su estancia en Francia, donde fue influido por las ideas de libertad. Desempeñó cargos políticos de mucha importancia en México: fue gobernador de su estado natal, autor y redactor de las leyes de reforma, vigentes aún en México y firmó el tratado de Ocampo-McLane. Su famosa epístola se lee en las ceremonias matrimoniales civiles. Murió en 1861, fusilado por el general Leonardo Márquez.[cita requerida]
En su honor se renombró Michoacán de Ocampo a su estado natal. Su corazón se conserva en el Colegio Primitivo y Nacional de San Nicolás de Hidalgo de forma permanente y está exhibido en una sala dedicada a él junto con otras pertenencias.[cita requerida]

### Estudios
Estudió en el seminario de Morelia y después leyes en el colegio seminario de México (Universidad Pontificia). Al completar sus estudios en el Seminario de Morelia, Ocampo se matriculó en la Universidad de México, se especializó en derecho pero también estudió física, ciencias naturales, química y botánica. Trabajo en un bufete jurídico desde 1833. En 1840 viajó a Europa y allí se empapó de las doctrinas liberales y anticlericales de la Ilustración francesa. Ocampo, un hombre del Renacimiento que estaba igualmente en casa en las humanidades, las artes y las ciencias, regresó a México en 1842 y combinó la práctica del derecho con la agricultura científica, la catalogación de la flora y la fauna y el estudio de las lenguas indias. También estableció una de las mejores bibliotecas privadas en México.

### Primeros cargos políticos
Fue elegido diputado en 1842, y en 1845 fue el tercer gobernador del estado de Michoacán. En 1846, durante la guerra contra los Estados Unidos, Ocampo sirvió como gobernador de Michoacán, esforzándose enérgicamente por reunir tropas para combatir al invasor del norte. Después de la guerra entre Estados Unidos y México, los sentimientos anticlericales de Ocampo se intensificaron aún más por una amarga disputa con el clero de Michoacán. La causa que provocó la controversia fue la negativa de un párroco local a enterrar a un peón empobrecido porque su viuda no podía pagar los honorarios sacramentales.
Ocampo más tarde se convirtió en Secretario del Tesoro, pero fue exiliado del país en 1853 por el extravagante Antonio López de Santa Anna, quien se había establecido como un dictador militar, enviándolo preso al fuerte de San Juan de Ulúa, frente al puerto de Veracruz, y posteriormente exiliado a Cuba y finalmente se mudó a Nueva Orleans, Estados Unidos.
Al establecerse en Nueva Orleans, Ocampo se hizo amigo de un exiliado aún más ilustre: Benito Juárez. Se convirtió en uno de los seguidores más leales de Juárez. En esta ciudad se dedica a la publicación de folletos para promover cambios políticos en México. El resultado de su esfuerzo fue el Plan de Ayutla (1855). El exilio para la pareja terminó como resultado de dramáticos eventos que tuvieron lugar en México en 1854. Juan N. Álvarez, un general con simpatías liberales, convocó a una reunión en su hacienda en Guerrero de varios hombres influyentes que deseaban derrocar la dictadura corrupta de Santa Anna. Los conspiradores elaboraron el Plan de Ayutla, pidiendo la expulsión de Santa Anna y un presidente temporal que gobernaría hasta que se redactara una nueva constitución. La rebelión se extendió rápidamente por todo el país y Santa Anna, incapaz de sofocar el levantamiento a través de su método habitual del soborno, huyó al exilio en el otoño de 1855. Juan Álvarez fue nombrado presidente provisional y Juárez y Ocampo, de regreso del exilio, fueron nombrados ministros de Justicia y de Relaciones Exteriores brevemente.

Durante el gobierno de Juárez fue nombrado ministro de Gobernación, encargándose también de los ministerios de Relaciones, Guerra y Hacienda. De esta época son las famosas Leyes de Reforma, que separaron la Iglesia del Estado, y de cuya redacción fue él uno de los principales autores.

### Epístola de Melchor Ocampo
Participó en la redacción de las nuevas Leyes Civiles, que a la postre darían sentido a la política liberal y terminarían reformando la Constitución de 1857, con el fin de independizar los negocios civiles y políticos con respecto de los eclesiásticos.
El 23 de julio de 1859 el entonces presidente interino D. Benito Juárez expide en el Puerto de Veracruz, la "Ley de Matrimonio Civil" que contiene 31 artículos. En el artículo 15.º a manera de formalización ceremonial del matrimonio se incluyó la famosa epístola atribuida a Melchor Ocampo, la cual figura a continuación:

...Que éste es el único medio moral de fundar la familia, de conservar la especie y de suplir las imperfecciones del individuo que no puede bastarse a sí mismo para llegar a la perfección del género humano. Que éste no existe en la persona sola sino en la dualidad conyugal. Que los casados deben ser y serán sagrados el uno para el otro, aún más de lo que es cada uno para sí. Que el hombre cuyas dotes sexuales son principalmente el valor y la fuerza, debe dar, y dará a la mujer, protección, alimento y dirección, tratándola siempre como a la parte más delicada, sensible y fina de sí mismo, y con la magnanimidad y benevolencia generosa que el fuerte debe al débil, esencialmente cuando éste débil se entrega a él, y cuando por la sociedad se le ha confiado. Que la mujer, cuyas principales dotes son la abnegación, la belleza, la compasión, la perspicacia y la ternura, debe dar y dará al marido obediencia, agrado, asistencia, consuelo y consejo, tratándolo siempre con la veneración que se debe a la persona que nos apoya y defiende, y con la delicadeza de quien no quiere exasperar la parte brusca, irritable y dura de sí mismo. Que el uno y el otro se deben y tendrán respeto, deferencia, fidelidad, confianza y ternura, y ambos procurarán que lo que el uno se esperaba del otro al unirse con él, no vaya a desmentirse con la unión. Que ambos deben prudenciar y atenuar sus faltas. Que nunca se dirán injurias, porque las injurias entre los casados, deshonran al que las vierte, y prueban su falta de tino o de cordura en la elección, ni mucho menos se maltratarán de obra, porque es villano y cobarde abusar de la fuerza. Que ambos deben prepararse con el estudio y amistosa y mútua corrección de sus defectos, a la suprema magistratura de padres de familia, para que cuando lleguen a serlo, sus hijos encuentren en ellos buen ejemplo y una conducta digna de servirles de modelo. Que la doctrina que inspiren a estos tiernos y amados lazos de su afecto, hará su suerte próspera o adversa; y la felicidad ó desventura de los hijos será la recompensa ó el castigo, la ventura ó la desdicha de los padres. Que la sociedad bendice, considera y alaba a los buenos padres, por el gran bien que le hacen dándoles buenos y cumplidos ciudadanos; y la misma, censura y desprecia debidamente a los que, por abandono, por mal entendido cariño, ó por su mal ejemplo, corrompen el depósito sagrado que la naturaleza les confió, concediéndoles tales hijos. Y por último, que cuando la sociedad ve que tales personas no merecían ser elevadas a la dignidad de padres, sino que sólo debían haber vivido sujetas a tutela, como incapaces de conducirse dignamente, se duele de haber consagrado con su autoridad la unión de un hombre y una mujer que no han sabido ser libres y dirigirse por sí mismos hacia el bien.

### Tratado McLane-Ocampo
El 14 de diciembre de 1859 por órdenes de Juárez, firmó en Veracruz con el ministro de Estados Unidos Robert McLane, el controvertido Tratado McLane-Ocampo con los Estados Unidos, mediante los cuales México otorgaba a perpetuidad el derecho de tránsito al ejército y mercancías de los Estados Unidos por tres franjas de territorio mexicano. La primera por el Istmo de Tehuantepec, la segunda de Guaymas a Nogales (Arizona), y una tercera franja desde Mazatlán hasta la Heroica Matamoros, en el Golfo de México, pasando por Monterrey. Sin embargo, México mantenía su soberanía sobre los tres pasos y soberanamente podía modificar el tratado. Es decir, el término "perpetuidad" no significaba para siempre, sino sin fecha de terminación definida.
Antes de ser firmado, William B. Churchwell recomendó de forma confidencial al presidente estadounidense James Buchanan que en el tratado se incluyera una cláusula para lograr la cesión de Baja California a los Estados Unidos.
El fin del tratado era lograr dos necesidades angustiosas para el gobierno de Juárez: el reconocimiento estadounidense a su gobierno y 4 millones de dólares, de los cuales solo entregarían al presidente Benito Juárez la mitad. El resto se reservaría para pagar indemnizaciones a ciudadanos estadounidenses quejosos por violaciones a sus derechos. El tratado no fue ratificado por el Congreso estadounidense cuando este se presentó. En vísperas de la guerra civil estadounidense, los senadores consideraron que las nuevas vías de tránsito por México aumentarían el poder económico y militar de los estados separatistas del Sur.

### Muerte

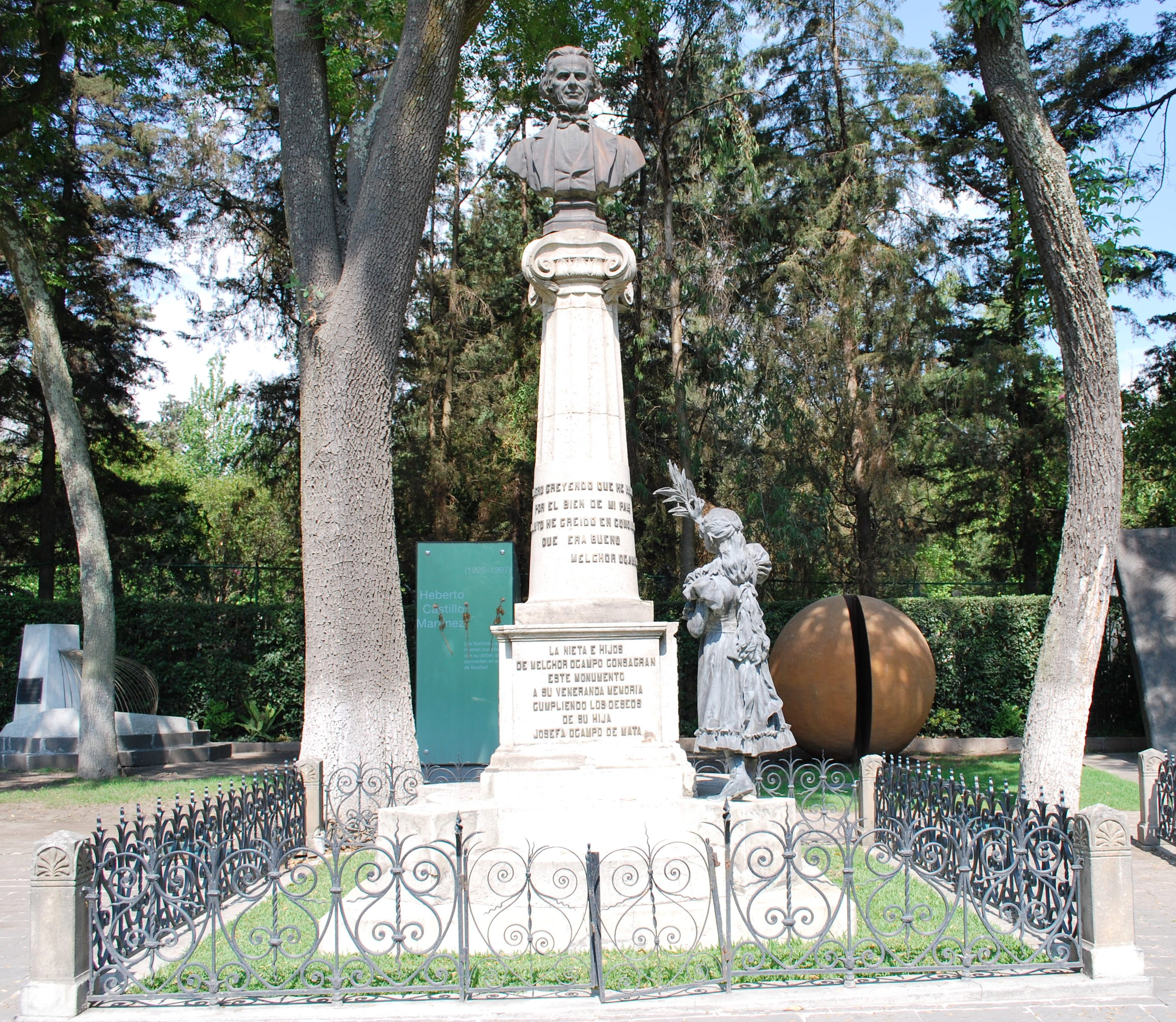
Sepulcro de Melchor Ocampo, en la Rotonda de las Personas Ilustres (México).

El 30 de mayo de 1861, los conservadores al mando del español Lindoro Cajiga (que años después sería capturado, torturado y fusilado por el ejército republicano) lo aprehendieron en su hacienda de Pomoca, cerca de Maravatío, Michoacán y posteriormente lo trasladaron a la población a Tepeji del Río (Hidalgo), para ser presentado ante Leonardo Márquez y Félix Zuloaga, generales conservadores y acérrimos enemigos de los liberales. Melchor Ocampo murió fusilado en Tepeji del Río el 3 de junio de 1861 por los soldados conservadores del general Leonardo Márquez. Tras el fusilamiento, Márquez ordenó que el cuerpo fuera colgado de un árbol de pirul. Los vecinos trasladaron el cadáver de Ocampo a la capital, y fue sepultado el 5 de junio a las tres y media de la tarde. Posteriormente, el 3 de junio de 1897 se trasladaron sus restos a la Rotonda de las Personas Ilustres. En su honor, su estado natal ahora se llama Michoacán de Ocampo, así como la ciudad Maravatío de Ocampo, el teatro en la capital del estado, Teatro Ocampo de Morelia, y la ciudad serrana del estado de Puebla, Tetela de Ocampo.[cita requerida]
En su testamento, dice:

Me despido de todos mis buenos amigos y de todos los que me han favorecido en poco o en mucho y muero creyendo que he hecho por el servicio de mi país cuanto he creído en conciencia que era bueno… Lego mis libros al Colegio de San Nicolás, de Morelia, después de que mis señores albaceas y Sabás Iturbide tomen de ellos los que gusten.

Se ha hecho famosa una de sus epístolas que solía leerse habitualmente en los matrimonios civiles en México.[cita requerida]
Su biógrafo, Raúl Arreola Cortés, escribió:

Sólo veinte años (1842-1861) Ocampo actúo en los asuntos públicos de la nación, un periodo que fue decisivo en el orden internacional. Los principales acontecimientos del mundo en esa época tuvieron repercusión en los asuntos internos de nuestro país. En esos años se formaron los grandes dominios coloniales de Inglaterra y Francia en los continentes americano, asiático y africano, principalmente; en tanto que, en nuestra América, se extendió el dominio de los Estados Unidos... La revolución industrial fortaleció el liberalismo económico y político; la democracia burguesa y el régimen republicano avanzaron y la aristocracia feudal fue sustituida por la burguesía capitalista como clase dominante...

## Ideología
En materia de educación sostenía que esta tenía que cimentarse en estos postulados básicos del liberalismo: en la democracia o gobierno de la mayoría; en el respeto a las diferentes creencias religiosas; en la tolerancia; en la igualdad de todos ante la ley, fortaleciendo la autoridad civil y suprimiendo los
privilegios.

## Legado

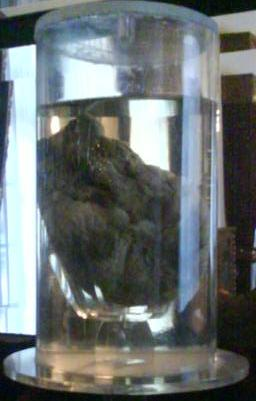
Corazón de Melchor Ocampo.

En el Colegio Primitivo y Nacional de San Nicolás de Hidalgo de Morelia, Michoacán, se encuentra un aula especial en la que se pueden encontrar objetos que le pertenecieron, así como su biblioteca privada. Dentro de esa aula, se encuentra en una urna conservado en formol el corazón de Melchor Ocampo. Su hija lo entregó al Colegio de San Nicolás a petición expresa de su padre, quien llegó a decir: - "Mi corazón le pertenece al Colegio de San Nicolás".
La película Huérfanos es una biografía de Melchor Ocampo en donde es interpretado por el actor Rafael Sánchez Navarro.[cita requerida]